# Abuse Me
Abuse Me és el segon senzill de l'àlbum Freak Show, que també és el segon àlbum de la banda australiana Silverchair. Als Estats Units, Sony va decidir llançar-lo com a primer senzill tot i les protestes del grup. La cançó també es va incloure en la compilació The Best of Volume 1.
El senzill conté la cara-b "Undecided", una versió sobre "The Masters Apprentices" que no té res a veure amb la cançó inclosa en el primer treball de la banda Frogstomp. En aquesta versió hi participa com a guitarrista principal Deniz Tek del grup Radio Birdman, autors de la cançó. També s'hi inclou una remescla de Freak produïda per Paul Mac, fet que marca el primer cop que treballen junts Daniel Johns i Paul Mac.

## Llista de cançons
CD Senzill AUS (MATTCD049) / 7" Ltd. (MATTV049)
1. "Abuse Me"
2. "Undecided"
3. "Freak (Remix for Us Rejects)"

CD1 Senzill UK (6643681)
1. "Abuse Me"
2. "Freak (Remix for Us Rejects)"

CD2 Senzill UK (6647905)
1. "Abuse Me"
2. "Surfin' Bird"
3. "Slab (Nicklaunoise Mix)"

- Conté un poster desplegable.

CD Senzill EU (6647902)
1. "Abuse Me"
2. "Freak (Remix for Us Rejects)"
3. "Blind"

Promo CD US(ESK9310)
1. "Abuse Me"

- La coberta és la mateixa que el senzill "Freak".